# 马格达伦斯贝格
马格达伦斯贝格是奥地利克恩顿州克拉根福兰县的一个市镇。总面积42.89平方公里，总人口3078人，人口密度71.8人/平方公里（2005年）。